# 巴西齒獸屬
巴西齒獸屬（學名：Brasilodon）是已滅絕合弓綱的一屬，屬於獸孔目犬齒獸亞目的巴西齒獸科。
巴西齒獸的化石發現於巴西南里奧格蘭德州的Paleorrota地質公園，屬於Caturrita組地層，地質年代為三疊紀晚期的卡尼階/諾利階。模式種是B. quadrangularis，是在2005年由何塞·波拿巴等人所敘述、命名。屬名意為「巴西的牙齒」。巴西齒獸是種小型動物，頭顱骨長2.2公分。

## 外部連結
- （葡萄牙文）Dinossauros do Rio grande do Sul.
- （葡萄牙文）Sociedade Brasileira de Paleontologia.